# Boirebisztasz

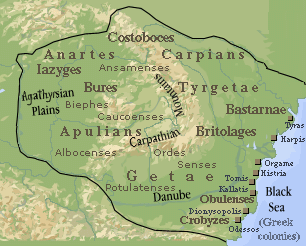
Dacia Boirebisztasz uralma idején

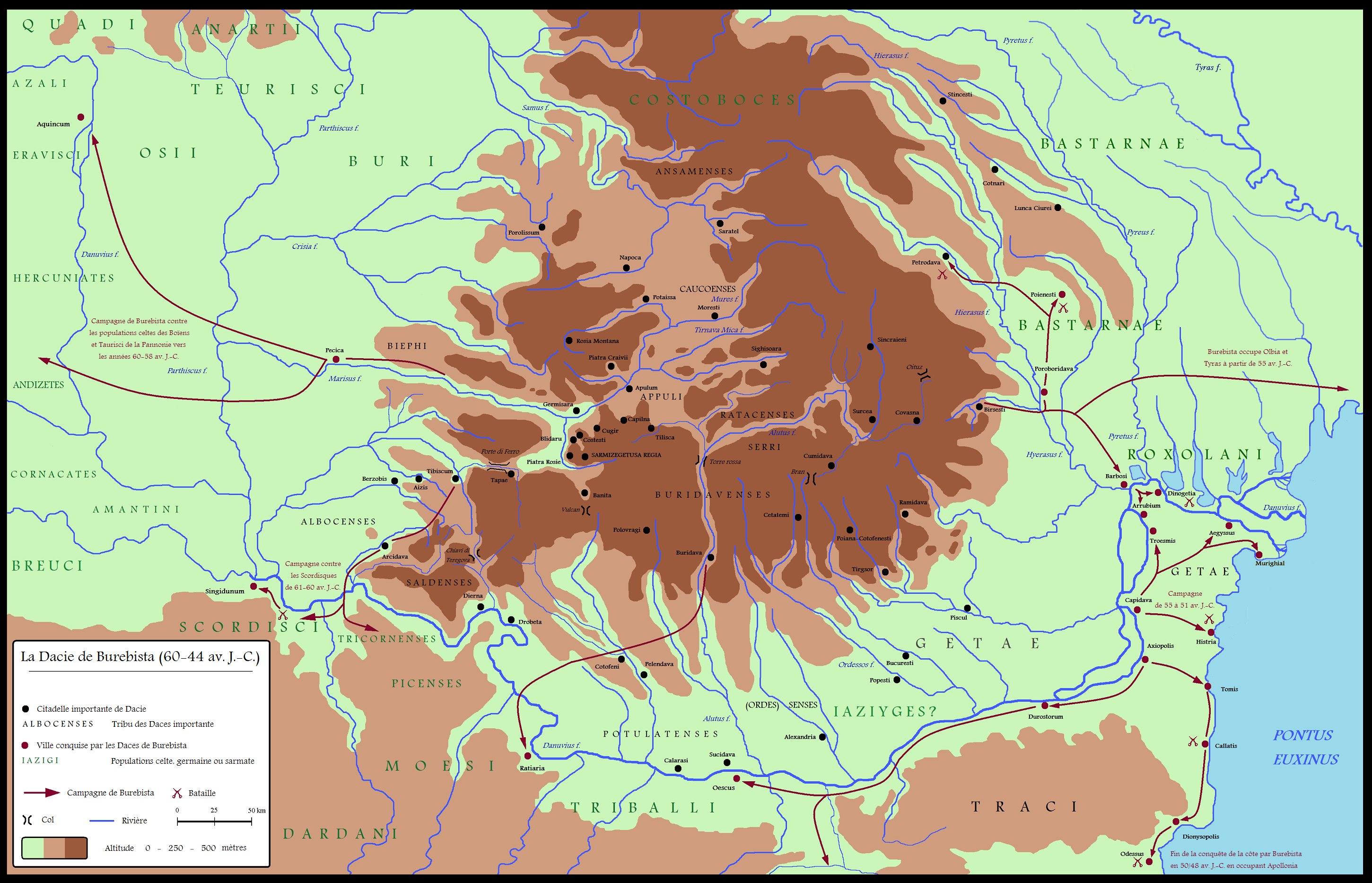
Boirebisztasz hadjáratai

Boirebisztasz (ógörögül: Βοιρεβίστας, vagy Burebista, Rubobostes, i. e. 82 – i. e. 44) a Dák Királyság létrehozója volt, alatta élte az ország fénykorát. Ez az állam egyesítette a kárpát-medencei dákok és szkíták, az al-dunai géták területeit. Iustinus róla írhatta: incrementa Dacorum per Rubobostem regem (Robustes király által elért fejlődés), mert a dák politikai viszonyokat tekintve Rubobostes nem lehet korábbi dák-géta király, csakis Boirebisztasz maga. Névében az utótag a basztarnákra utal.

## Élete, uralkodása
Boirebisztasz hatalomra kerülése az erdélyi szkíták ellenében történt, akik az i. e. 4. század óta uralták azt a területet. A dákok Boirebisztasz előtt bár számbelileg többségben voltak Erdélyen kívül az összes többi dák területen, politikai szerephez nem jutottak. Uralkodásának kezdetére vonatkozóan bizonytalan történetírói utalások vannak, így a Iordanes által megadott párhuzam (eszerint Sullával egyidőben került volna trónra) is a megbízhatatlan források közé tartozik. A pontoszi VI. Mithridatész i. e. 64-ben a róma elleni hadjárata alkalmával még nem számol a dákokkal, holott a pannonok már szóba kerülnek. Valószínűleg Boirebisztasz ekkor még nem volt hatalmon. Amikor viszont Caius Iulius Caesar i. e. 59-ben a galliai mandátuma mellé megkapta Illyricumot is, azt nem a pannonok vagy a scordiscusok, hanem a dákok magyarázhatják. Ugyanebben az évben a boiok és tauriscusok királya, Kritaszirosz vereséget szenvedett Boirebisztasztól. Így a trónra lépés i. e. 64 és i. e. 60 közé tehető.
I. e. 64–60 körül barátja Dekaineosz főpap segítségével egyesítette a különböző dák törzseket, létrehozva az egységes Dák Királyságot, amely eleinte csak a történelmi Erdély és Moldva területére terjedt ki, de hamarosan keleti és nyugati irányban is megnövekedett.
Boirebisztasz hadjáratait nem lehet pontosan datálni, de „néhány év” leforgásáról van szó. Egy hadjáratban legyőzte a keltákat országa határait a Tiszáig tolva ki, majd elfoglalta a Fekete-tenger partján levő görög gyarmatvárosokat. Ezek i. e. 63-ig VI. Mithridatész fennhatósága alatt álltak. Ekkor Caius Antonius Hybrida, Macedonia helytartója foglalta el és i. e. 61-ig tartotta azokat a basztarnákkal szemben. Nagy valószínűséggel ezen harcokban tört ki Boirebisztasz a Kárpát-medencéből, és a római forrásokban említett basztarnák valójában az ő hadserege voltak, vagy szoros szövetség állt fenn köztük.
Hadjáratai még a Cseh-medence vidékére is kiterjedtek, itt a morvaországi germánok egyik törzsével harcolt. Halálakor országa határa északon az Erdős-Kárpátok, keleten a Fekete-tenger és a Bug torkolatvidéke, nyugaton a középső-Duna, délen pedig a Balkán-hegység volt.
Országa védelmére egy erődrendszert építtetett ki a Déli-Kárpátok mentén, amelyek ellenőrizték a legfontosabb szorosokat, ezzel később sok bajt okozva a rómaiaknak. Eredeti székhelye egy dionüsziopoliszi töredék alapján Zargidava lehetett – Vékony Gábor szerint a mai Poianával azonos, de még vitatott helyzetű –, ahol rengeteg görög gyarmati árut halmoztak fel, és három méter magas földsánc védte. A szöveg szerint már Boirebisztasz apja is itt lakott. Később, az ötvenes években fővárosává a mai Várhely közelében fekvő Sarmisegethusát tette meg. Ez egybeesik a Dák Királyság hatalmi struktúrájának kiépítésével.
I. e. 48-ban Boirebisztasz a Caesar és Pompeius között folyó harcba beleavatkozva Pompeiust kezdte támogatni. A dionüszioszi Acorniont küldte egy dák sereggel a hadvezér segítségére, Pompeius azonban ennek ellenére elvesztette a háborút. Az elkövetkező eseményekre két elképzelés is létezik.
Egyfelől az, hogy Caesar meg akarta bosszulni Boirebisztasz csatlakozását Pompeiushoz, ennek érdekében hadjáratot tervezett ellene, amely azonban nem indulhatott el, mivel i. e. 44 március 15-én a senatus tagjai Caesart meggyilkolták. Ezen elképzelés szerint Boirebisztasz i. e. 44-ben halt volna meg.
A másik lehetőség, hogy Boirebisztaszt még i. e. 45-ben eltávolította a trónról egy lázadás, amely a kemény adórendszer ellen tört ki. Ez esetben Caesar a dákok belső összeomlását akarta volna kihasználni i. e. 44-ben.
Boirebisztasz utódja addigi barátja és az állam főpapja, Dekaineosz lett, aki azonban gyenge utódnak bizonyult és a dák állam hamar szétesett, uralma csak az Erdélyi-medence fölött maradt meg. Ezzel Dacia nagy korszaka lezárult.

## Külső hivatkozások
- Bicsok Zoltán-Orbán Zsolt: Mică Enciclopedie de istoria română, Csíkszereda, 2006